# Ansitz Berndorf

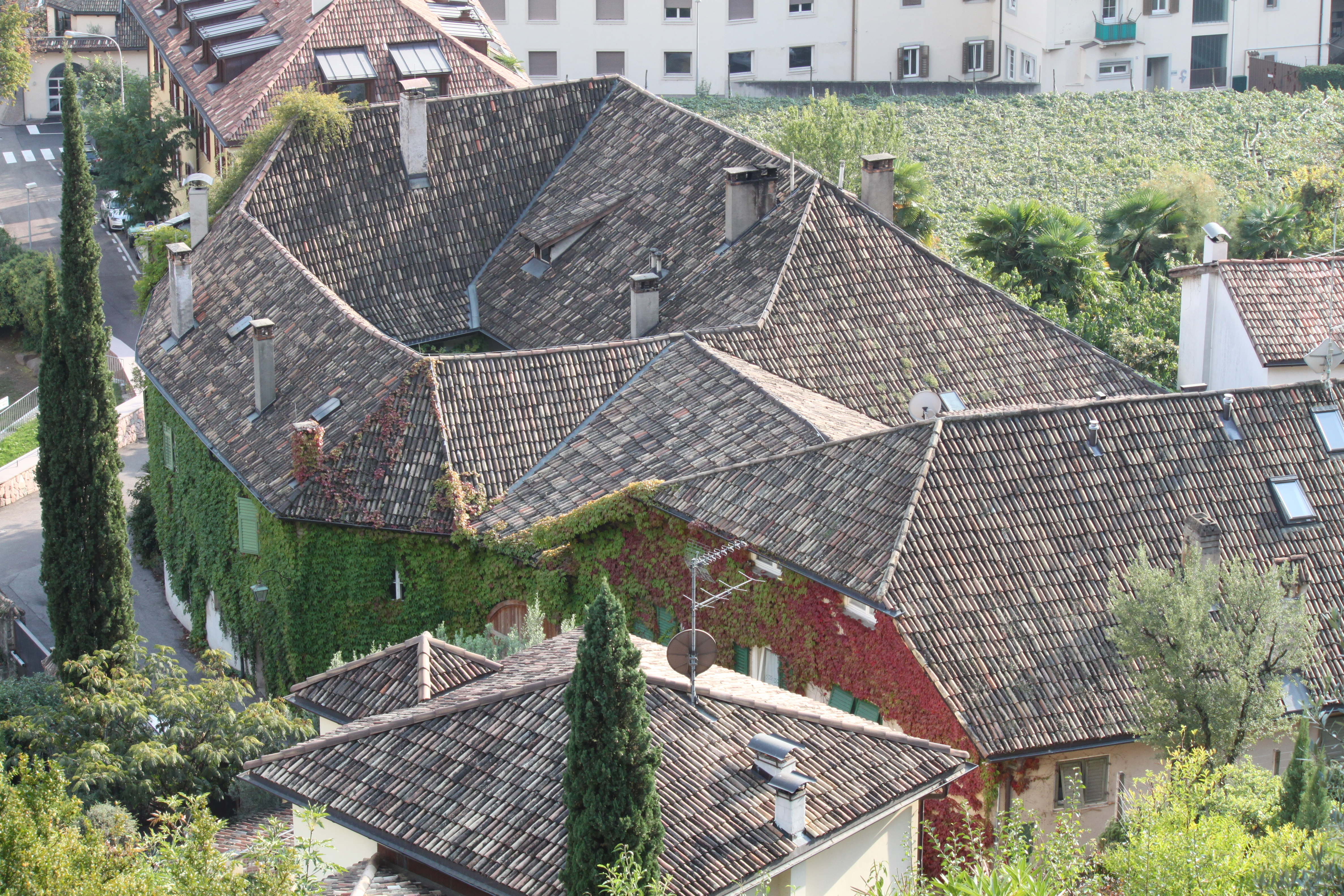
Ansitz Berndorf

Der Ansitz Berndorf (auch Ansitz Hepperger und früher Egen-Hof) ist ein Ansitz im Bozener Stadtteil Gries.

## Geschichte
Berndorf wurde um 1600 im Bereich einer älteren Hofstelle erbaut. Im 17. Jahrhundert befand sich die Gebäudegruppe noch im Obereigentum des Stiftes St. Afra in Augsburg, das es zu Erbbaurecht an Bauleute verlieh. Der Komplex umschließt einen Innenhof und liegt bergseitig hinter der Alten Pfarrkirche von Gries an der Wegeverbindung nach Glaning. An einer Freitreppe befindet sich das Wappen der Grafen Wolkenstein. Im 18. Jahrhundert wurden am Gebäude Erker hinzugefügt. Seit dem 19. Jahrhundert befindet sich der Ansitz im Besitz der ursprünglich aus Tarrenz im Oberinntal stammenden und seit Anfang des 18. Jahrhunderts in Bozen ansässigen Familie von Hepperger zu Tirschtenberg und Hoffensthal (mit Bozner Bürgerrecht 1749), aus der zahlreiche Bürgermeister der Stadt Bozen hervorgingen. Die Hepperger ließen den Ansitz 1817 von Johann Staudacher, Maurermeister der Statt Botzen, umbauen. Ihr Familienarchiv wird vom Südtiroler Landesarchiv verwahrt. Ebenso ist eine historische Bibliothek vorhanden, die unter anderem ein handschriftliches Exemplar der Bozner Polizey-Ordnung von 1739 verwahrt.
Von Berndorf nimmt ein alter Plattenweg (Ochsenweg) seinen Ausgang, der über den Guntschnaberg nach Glaning führt.